# Begijnhof Bilzen
Het begijnhof van Bilzen was een van de oudste van de streek, maar er is niets van overgebleven. Vanuit het Begijnhof leidde een voetpad naar de Borreberg, waarop zich een Heilig-Kruiskapel bevond die in de Franse tijd, eind 18e eeuw, werd afgebroken.

## Geschiedenis
Het werd gesticht in 1256 aan de Demer. De begijnhofkapel was gewijd aan Onze-Lieve-Vrouw van Smarten en aan de Heilige Barbara. In 1472 werd het begijnhof afgestaan aan de Zusters van de Derde Regel van Sint-Franciscus, doch dezen vertrokken, vanwege de ongezonde en vochtige ligging, naar de Kloosterstraat, waar ze het klooster van Onze-Lieve-Vrouw ter Engelen stichtten. Het Begijnhof bleef verlaten tot in de 16e eeuw en raakte in verval. In 1676 kwamen er weer begijnen wonen en in 1763 woonden er dertien begijnen. In 1795 woonden er tien begijnen in acht huizen. In 1800 werd de kapel onteigend en raakte ze in verval. In 1864 werd ze aan de gemeente verkocht en nog een tijd gebruikt als slachthuis, waarna ze gesloopt werd. Ook de meeste begijnenhuisjes verdwenen.
Tot 1848 bleef het begijnhof echter nog als zodanig functioneren, maar geleidelijk stierven de begijntjes uit. De laatste begijn was Anna Francisca Noël, welke in een van de twee overgebleven begijnenhuisjes woonde. Nadat zij stierf werd dit huisje in 1890 verkocht. De twee huisjes bevinden zich aan het huidige Begijnhof 6 en ze werden in 2011 nog verbouwd tot een eengezinswoning. De kern van de huisjes is 17e-eeuws.